# Saint-Benoit-en-Diois
Pour les articles homonymes, voir Saint-Benoît.
Saint-Benoit-en-Diois est une commune française située dans le département de la Drôme, en région Auvergne-Rhône-Alpes.

## Géographie

### Localisation
Rattachée à la communauté de communes du Crestois et du pays de Saillans, la commune de Saint-Benoit-en-Diois est située à 10 km au sud-est de Saillans (ancien chef-lieu du canton) et à 22 km au sud-ouest de Die.

### Relief et géologie
Sites particuliers :
- Défilé de la Paillasse (avec surplombs)[1].

### Hydrographie
La commune est arrosée par la Roanne.

### Climat
Pour des articles plus généraux, voir Climat d'Auvergne-Rhône-Alpes et Climat de la Drôme.
En 2010, le climat de la commune est de type climat méditerranéen altéré, selon une étude du Centre national de la recherche scientifique s'appuyant sur une série de données couvrant la période 1971-2000. En 2020, Météo-France publie une typologie des climats de la France métropolitaine dans laquelle la commune est exposée à un climat de montagne ou de marges de montagne et est dans la région climatique  Alpes du sud, caractérisée par une pluviométrie annuelle de 850 à 1 000 mm, minimale en été. 
Pour la période 1971-2000, la température annuelle moyenne est de 12,5 °C, avec une amplitude thermique annuelle de 16,9 °C. Le cumul annuel moyen de précipitations est de 1 014 mm, avec 7,9 jours de précipitations en janvier et 5 jours en juillet. Pour la période 1991-2020, la température moyenne annuelle observée sur la station météorologique de Météo-France la plus proche, « Saint-Nazaire-le-Désert », sur la commune de Saint-Nazaire-le-Désert à 10 km à vol d'oiseau, est de 10,5 °C et le cumul annuel moyen de précipitations est de 1 011,8 mm,. Pour l'avenir, les paramètres climatiques de la commune estimés pour 2050 selon différents scénarios d'émission de gaz à effet de serre sont consultables sur un site dédié publié par Météo-France en novembre 2022.

### Voies de communication et transports
Le territoire communal est traversé par la route départementale 135 (RD135).

## Urbanisme

### Typologie
Au 1er janvier 2024, Saint-Benoit-en-Diois est catégorisée commune rurale à habitat très dispersé, selon la nouvelle grille communale de densité à 7 niveaux définie par l'Insee en 2022.
Elle est située hors unité urbaine et hors attraction des villes,.

### Occupation des sols
L'occupation des sols de la commune, telle qu'elle ressort de la base de données européenne d’occupation biophysique des sols Corine Land Cover (CLC), est marquée par l'importance des forêts et milieux semi-naturels (88,3 % en 2018), en diminution par rapport à 1990 (100 %). La répartition détaillée en 2018 est la suivante : 
forêts (69,4 %), milieux à végétation arbustive et/ou herbacée (13,9 %), zones agricoles hétérogènes (11,7 %), espaces ouverts, sans ou avec peu de végétation (5 %). L'évolution de l’occupation des sols de la commune et de ses infrastructures peut être observée sur les différentes représentations cartographiques du territoire : la carte de Cassini (XVIIIe siècle), la carte d'état-major (1820-1866) et les cartes ou photos aériennes de l'IGN pour la période actuelle (1950 à aujourd'hui).

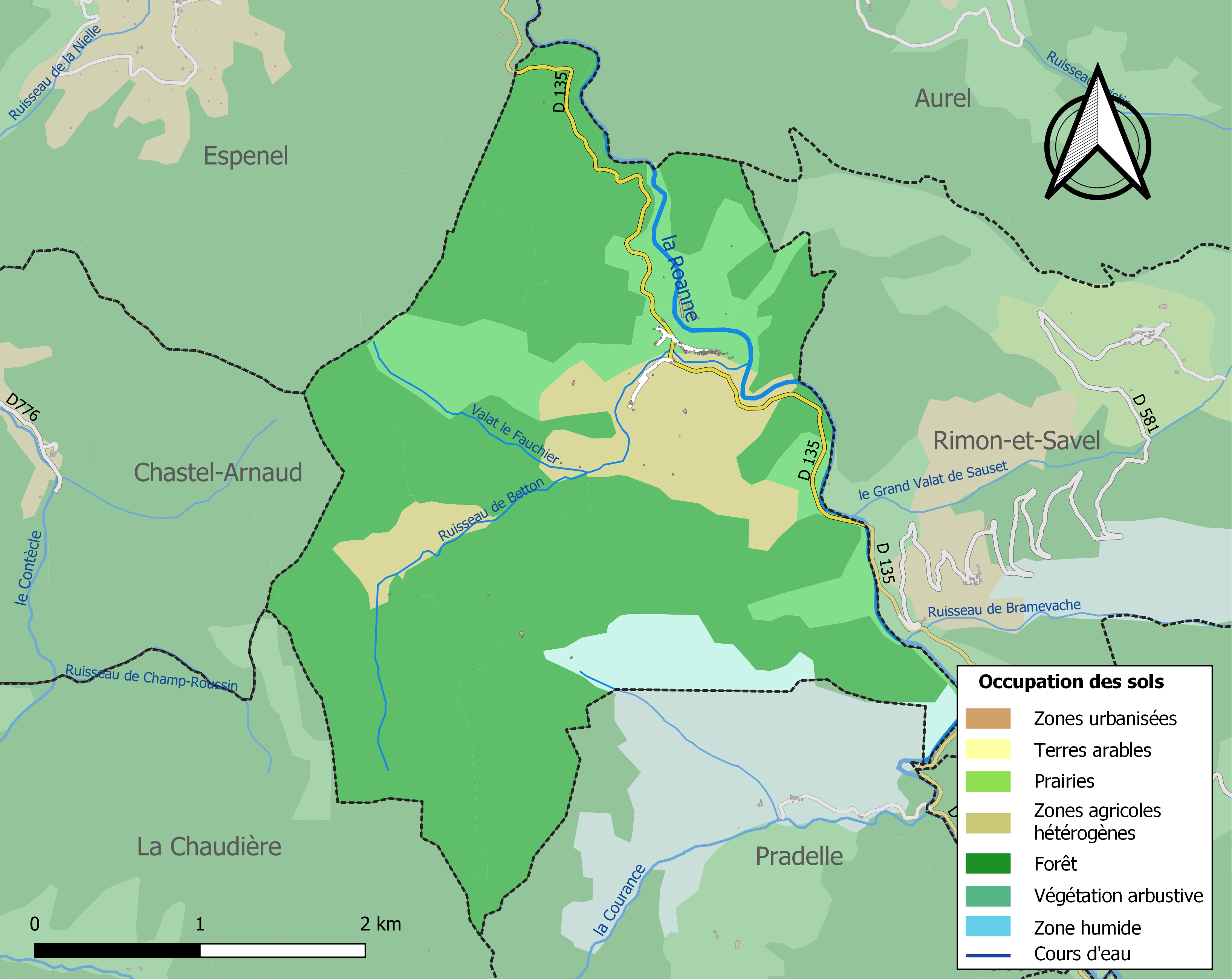
Carte des infrastructures et de l'occupation des sols de la commune en 2018 (CLC).

### Morphologie urbaine
Le village est construit sur une crète.

## Toponymie

### Attestations
Dictionnaire topographique du département de la Drôme :
- 1201 : villa Sancti Benedicti (Valbonnais, I, 121) ;
- 1313 : mention de la paroisse : cura Sancti Benedicti (cartulaire de Die, 101) ;
- 1509 : mention de l'église Saint-Benoît : ecclesia parrochialis Sancti Benedicti Deserti (visites épiscopales) ;
- 1529 : Sant Beneyt (archives hosp. de Crest) ;
- 1574 : Sainct Benoyst (Mém. des frères Gay) ;
- 1788 : Saint Benoît de Rimon (Alman. du Dauphiné) ;
- 1891 : Saint-Benoît, commune du canton de Saillans ;
- 1936 : Saint-Benoît-en-Diois.

Étymologie

## Histoire

### Du Moyen Âge à la Révolution
La seigneurie :
- Au point de vue féodal, Saint-Benoît était une terre du fief des comtes de Diois puis des évêques de Die[1].
- Elle devient un arrière-fief des comtes de Valentinois[13].
- Premièrement possédée par les Arnaud de Crest[13].
- 1145 : hommagée par les Arnaud aux évêques de Die[13].
- La terre est acquise par les évêques de Die[13].
- 1500 : elle passe aux Poisieu[13].
- 1530 : elle passe aux Grammont, derniers seigneurs[13].

Avant 1790, Saint-Benoît était une communauté de l'élection de Montélimar et de la subdélégation et sénéchaussée de Crest.

Elle formait une paroisse du diocèse de Die dont l'église était dédiée à saint Benoît et dont les dîmes appartenaient au curé, par abandon du prieur du lieu (voir Béton). L'évêque nommait à la cure.

#### Béton
Dictionnaire topographique du département de la Drôme :
- 1145 : Becone (cartulaire de Die, 45).
- 1201 : castrum de Becone (Valbonnais, I, 121).
- 1645 : Beton Saint Benoît (archives de la Drôme, E 2386).
- (non daté) : Bletton (pl. cad.).
- 1891 : Béton, hameau de la commune de Saint-Benoît.

XIIe et XIIIe siècles : Béton était un château qui fut hommagé aux évêques de Die par les Arnaud de Crest en 1145, et duquel relevait toute la commune actuelle de Saint-Benoît.

Il devint ensuite un prieuré sous le vocable de Notre-Dame, dont le titulaire était décimateur dans le même territoire, et qui était ruiné au XIVe siècle.

### De la Révolution à nos jours
En 1790, la commune est comprise dans le canton de Pontaix. La réorganisation de l'an VIII (1799-1800) la place dans le canton de Saillans.

## Politique et administration

### Liste des maires
| Période | Période                         | Identité            | Étiquette | Qualité  |
| ------- | ------------------------------- | ------------------- | --------- | -------- |
| 1965    | 1983                            | Henri Baudouin      |           |          |
| 2001    | 2008                            | Roger Brun          |           |          |
| 2008    | 2014                            | Claude Ravelli      |           |          |
| 2014    | En cours (au 1er novembre 2014) | Jean-Louis Baudouin | SE        | Retraité |

## Population et société

### Démographie
L'évolution du nombre d'habitants est connue à travers les recensements de la population effectués dans la commune depuis 1793. Pour les communes de moins de 10 000 habitants, une enquête de recensement portant sur toute la population est réalisée tous les cinq ans, les populations de référence des années intermédiaires étant quant à elles estimées par interpolation ou extrapolation. Pour la commune, le premier recensement exhaustif entrant dans le cadre du nouveau dispositif a été réalisé en 2004.

En 2022, la commune comptait 34 habitants, en évolution de +30,77 % par rapport à 2016 (Drôme : +2,64 %, France hors Mayotte : +2,11 %).
| 1793 | 1800 | 1806 | 1821 | 1831 | 1836 | 1841 | 1846 | 1851 |
| ---- | ---- | ---- | ---- | ---- | ---- | ---- | ---- | ---- |
| 160  | 166  | 143  | 166  | 218  | 181  | 181  | 168  | 184  |

| 1856 | 1861 | 1866 | 1872 | 1876 | 1881 | 1886 | 1891 | 1896 |
| ---- | ---- | ---- | ---- | ---- | ---- | ---- | ---- | ---- |
| 151  | 159  | 167  | 147  | 160  | 157  | 173  | 114  | 104  |

| 1901 | 1906 | 1911 | 1921 | 1926 | 1931 | 1936 | 1946 | 1954 |
| ---- | ---- | ---- | ---- | ---- | ---- | ---- | ---- | ---- |
| 112  | 97   | 102  | 89   | 78   | 79   | 63   | 49   | 61   |

| 1962 | 1968 | 1975 | 1982 | 1990 | 1999 | 2004 | 2006 | 2009 |
| ---- | ---- | ---- | ---- | ---- | ---- | ---- | ---- | ---- |
| 43   | 41   | 31   | 30   | 29   | 31   | 40   | 43   | 28   |

| 2014 | 2019 | 2022 | - | - | - | - | - | - |
| ---- | ---- | ---- | - | - | - | - | - | - |
| 26   | 31   | 34   | - | - | - | - | - | - |

### Enseignement
La commune relève de l'académie de Grenoble.

### Manifestations culturelles et festivités
- fête : le deuxième dimanche de septembre[1].

#### Loisirs
- Randonnées (sentiers pédestres)[1].

### Médias
Le territoire de la commune se situe dans l'aire de diffusion de plusieurs médias :
- Presse écrite
  - Le Crestois, hebdomadaire de la vallée de la Drôme.
  - Le Dauphiné libéré, quotidien régional qui consacre, chaque jour, y compris le dimanche, dans son édition de « Valence-Drôme » un ou plusieurs articles à l'actualité du canton et de la commune, ainsi que des informations sur les éventuelles manifestations locales, les travaux routiers, et autres événements divers à caractère local.
  - L'Agriculture Drômoise, journal d'informations agricoles et rurales, couvre l'ensemble du département de la Drôme.
  - Drôme Hebdo (ancien Peuple Libre), hebdomadaire chrétien d'informations.
- Presse audio-visuelle
  - Radio Saint Ferréol est une radio locale émise depuis Crest.
  - Ici Drôme Ardèche est une radio publique diffusée sur son territoire.

### Cultes
L'église paroissiale et la communauté catholique de la commune relèvent de la Paroisse Sainte Famille du Crestois dont la maison paroissiale est située à Crest. Cette paroisse est rattachée au diocèse de Valence.

## Économie

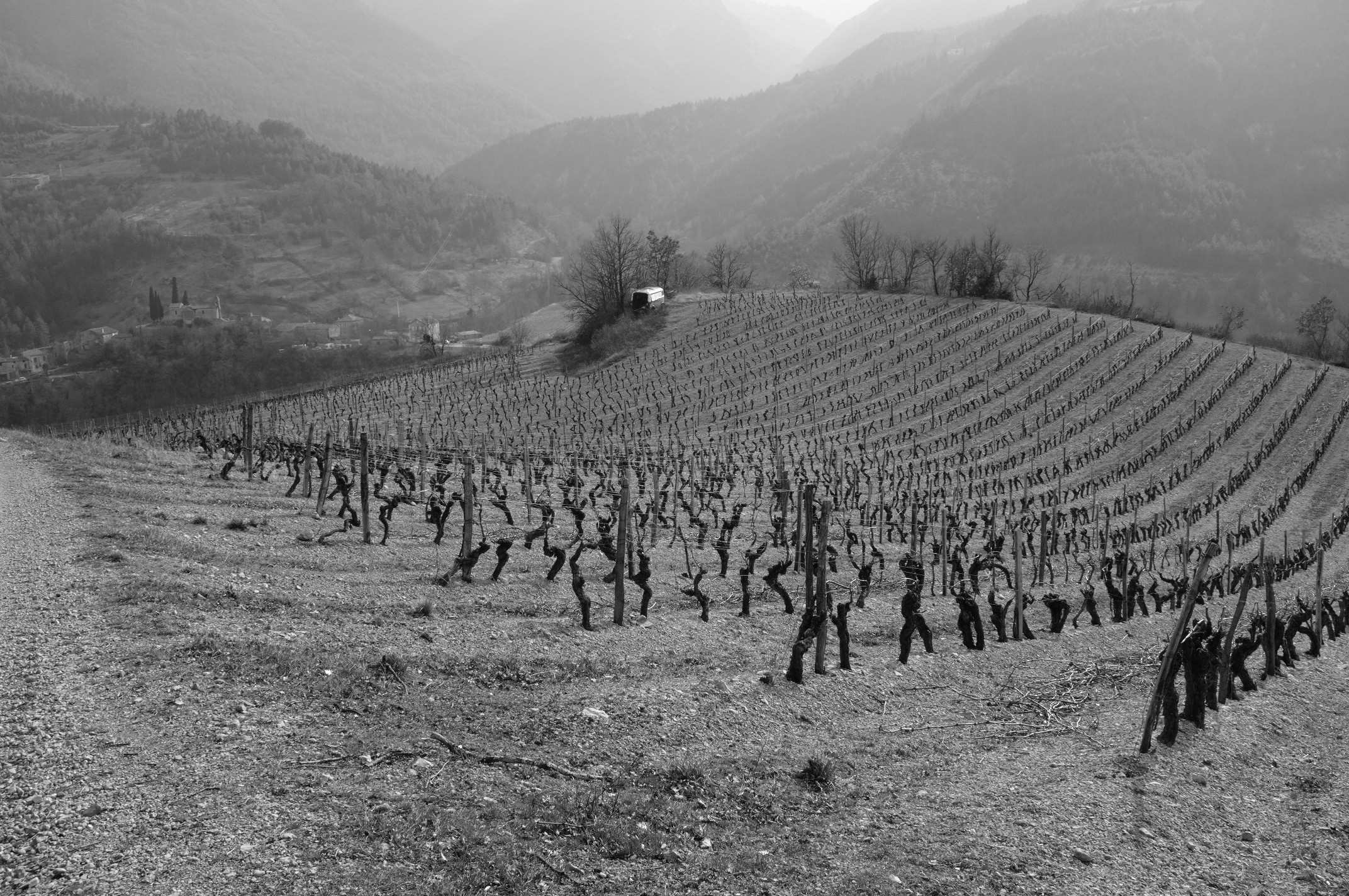
Vignoble à Saint-Benoit-en-Diois.

En 1992 : pâturages (caprins).
Vignobles.

## Culture locale et patrimoine

### Lieux et monuments
- Ruines du château[réf. nécessaire].
- Église Saint-Benoît de Saint-Benoit-en-Diois d'origine romane et son cimetière (IMH)[1],[21].
- Village pittoresque[1].

### Héraldique, logotype et devise
|  | Saint-Benoit-en-Diois possède des armoiries dont l'origine et le blasonnement exact ne sont pas disponibles. |